# Kur Sarab
Kur Sarab (en persan : كورسراب romanisé en Kūr Sarāb) est un village de la province de Kermanshah en Iran. Lors du recensement de 2006, sa population était de 42 habitants pour 12 familles.